# Fußballclub Wacker Innsbruck 2014-2015

## Organico

### Rosa
| N. |                     | Ruolo | Calciatore           |
| -- | ------------------- | ----- | -------------------- |
| 1  | Austria (bandiera)  | P     | Pascal Grünwald      |
| 3  | Austria (bandiera)  | D     | Dominik Popp         |
| 4  | Austria (bandiera)  | C     | Marco Kofler         |
| 5  | Ghana (bandiera)    | D     | Davidson Drobo-Ampem |
| 7  | Austria (bandiera)  | C     | Alexander Hauser     |
| 8  | Austria (bandiera)  | C     | Andreas Hölzl        |
| 9  | Svizzera (bandiera) | A     | Stjepan Vuleta       |
| 10 | Austria (bandiera)  | A     | Jürgen Säumel        |
| 11 | Austria (bandiera)  | A     | Thomas Hirschhofer   |
| 13 | Austria (bandiera)  | D     | Kevin Nitzlnader     |
| 14 | Austria (bandiera)  | D     | Thomas Bergmann      |
| 15 | Austria (bandiera)  | C     | Armin Hamzic         |
| 17 | Austria (bandiera)  | A     | Simon Zangerl        |

| N. |                                 | Ruolo | Calciatore          |
| -- | ------------------------------- | ----- | ------------------- |
| 18 | Austria (bandiera)              | C     | Florian Jamnig      |
| 19 | Austria (bandiera)              | C     | Danijel Mićić       |
| 20 | Austria (bandiera)              | C     | Rene Renner         |
| 21 | Austria (bandiera)              | A     | Alexander Gründler  |
| 22 | Austria (bandiera)              | A     | Samuel Krismer      |
| 25 | Austria (bandiera)              | P     | Lukas Wedl          |
| 26 | Austria (bandiera)              | C     | Simon Pirkl         |
| 27 | Austria (bandiera)              | P     | Julian Weiskopf     |
| 28 | Austria (bandiera)              | D     | Sebastian Siller    |
| 29 | Austria (bandiera)              | D     | Christian Schilling |
| 30 | Bosnia ed Erzegovina (bandiera) | D     | Željko Đokić        |
| 44 | Austria (bandiera)              | P     | Wolfgang Schober    |

### Staff tecnico
- Allenatore: Klaus Schmidt
- Vice-allenatore: Andreas Schrott
- Manager sportivo: Florian Klausner
- Allenatore portieri: Walter de Vora